# Trismegistia complanatula
Trismegistia complanatula là một loài Rêu trong họ Sematophyllaceae. Loài này được (Müll. Hal.) Müll. Hal. miêu tả khoa học đầu tiên năm 1908.